# Synactia parvula
Synactia parvula là một loài ruồi trong họ Tachinidae.